# Бейблэйд Бёрст
Бейблэйд Бёрст (яп. ベイブレードバースト бэйбурэ:до ба:суто) — японская манга и линия игрушек, созданная Хиро Моритой, основанная на франшизе Takara Tomy — Бейблэйд.
Третья версия франшизы после Горячего Метала и линия игрушек Beyblade Burst была выпущена 15 июля 2015, в то время как оригинальная манга была выпущена в августе 2015 Shogakukan в сёнэн-журнале CoroCoro Comic и в настоящее время содержит семь томов танкобон. Юго-восточное отделение Shogakukan начало публикацию на английском языке в апреле 2017.
4 апреля 2016 на всех станциях TXN в Японии была показана аниме-адаптация от OLM. 
От создателей мультсериала-аниме LBX — Битвы маленьких гигантов, Hasbro и ADK Emotions NY, Inc. лицензировали аниме и игрушки на английском языке; отмечается, что это впервые во франшизе, когда английская адаптация не была произведена Nelvana.

## Сюжет

### Бейблэйд Бёрст(2016-2017)
Вальт Аой - ученик Академии Бейгома и начинающий блейдер, мечтающий стать лучшим блейдером Японии. В этом ему поможет его бей Вальтриек. Глядя на успехи своего друга и одноклассника Шу Куреная, Вальт загорается желанием совершенствовать свои навыки в Бейблейде.
Первым шагом к мечте для Вальта становится Районный турнир по Бейблейду. На нём он сражается как со старыми друзьями, так и встречает новых. Вальт выигрывает бой за боем, знакомится с другими блейдерами и создаёт собственный бей-клуб.
Успехами Вальта гордятся его родители и друзья. В финале Районного турнира встретились Вальт и его друг Шу, который получил травму и не мог играть в полную силу. В итоге Вальт проиграл Шу, но не сдался.
Спустя некоторое время, Вальт и его друзья из бей-клуба сражаются с другим клубом - Огненные Мечи, капитаном которого является старый друг Вальта Ксандер.
Проиграв в Районном турнире, Вальт и другие проигравшие блейдеры получают возможность сразиться в Региональном турнире. Лучшие блейдеры получат шанс пройти в Национальный турнир. Вальт оказывается среди лучших и отправляется в Национальный турнир.
Параллельно с этим, Вальт узнаёт о Луи Широсаги - 5-кратном чемпионе Японии по Бейблейду и старом сопернике Шу. 
Национальный турнир начинается с командных поединков - 16 японских бей-клубов сражаются между собой за право стать лучшими. В финал прошли бей-клуб Академии Бейгома и бей-клуб Сорвиголовы, членом которого является  Луи. Бейгома проигрывает и занимает место.
В индивидуальные матчи попали 32 блейдера. Среди них: Вальт Аой, Шу Куренай, Луи Широсаги, Ксандер Шакадэра, звезда Зак Рассвет, Вакия Муросаки и другие. В полуфинальные матчи прошли 4 блейдера: Вальт, Шу, Зак и Луи. Вальт сразился с Заком и одержал победу. Шу встретился с Луи, но проиграл из-за повреждения своего бея Спрайзена.
В финал прошли Вальт Аой и Луи Широсаги. Вальт был в шаге от победы, но потерпел поражение из-за трещины на арене. В результате Вальт занимает 2 место, а Луи в 6 раз становится чемпионом Японии по Бейблейду.

### Бейблэйд Бёрст — Эволюция(2017-2018)
Спустя некоторое время после Национального Турнира, Вальта Аоя приглашают в именитый испанский бей-клуб "BC Sol".  
Прибыв в Испанию, Вальт, первым делом, участвует в бою, в результате которого его бей Виктори Вальтриек получает серьёзные повреждения. Благодаря старику Раулю Вальт смог не только восстановить свой бей, но и сделать его сильнее.           
Прибыв на территорию клуба, Вальт знакомится с владелицей команды Кристиной, бей-тренером Тредом и другим членами клуба. Пройдя отборочный этап, Вальт и его друг из Японии Рантаро получают место в команде.  
Команда ставит перед собой цель - стать лучшей в Мировой Лиге Бейблейда. Проходя различные испытания и трудности, Вальт, Рантаро и их друзья побеждают сначала в Европейской Лиге, а после становятся чемпионами Мировой Лиги.          
Параллельно с матчами, Вальт и его друзья узнают, что их друг - Шу Куренай, ушёл из свой команды и исчез. Они выдвигаются на поиски и обнаруживают загадочный тренировочный центр - "Змеиная Яма". Там они встречают таинственных блейдеров в масках, у одного из которых оказывается бей Шу - Спрайзен. Ребята сражаются с тёмными копиями своих беев, но в итоге проигрывают.   
Победив в Мировой Лиге, четырёх Блейдеров из команды - Вальта Аоя, Фри Де Ла Хойю, Сайласа Карлайла и Кузу Акермана, приглашают на "Международный Кубок Блейдеров" - соревнование для лучших блейдеров мира, итогом которого станет коронация чемпиона.  
Перед Кубком, Вальт и его друзья узнают, что один из блейдеров "Змеиной Ямы" Красный Глаз - это Шу Куренай. Ребята безуспешно пытаются поговорить с ним, и в итоге отпускают его.  
В финале "Международного Кубка Блейдеров" встретились два лучших друга - Вальт Аой и Шу Куренай (под влиянием своего бея Спрайзена). Вальт одерживает победу и освобождает Шу от влияния Спрайзена. Вальт Аой получает титул "Чемпиона мира по Бейблейду". 

### Бейблейд Бёрст Турбо (2018-2019)
Спустя 2 года после "Международного  Кубка Блейдеров", Вальт Аой ищет бей тренера Тайгу Акабане - мастера, изготовившего первый "Турбо-бей". На своём пути  он встречает мальчика по имени Айгер, как оказалось, сына Тайги. Вместе они находят его и Вальт изготовливает новый бей - Вандер Вальтриек.
Увидев его, Айгер просит отца сделать ему такой же бей, но тот отказывает. Айгер делает бей самостоятельно и даёт ему имя Зи Ахиллес - в честь бога Ахилла из древнегреческой мифологии. Проиграв бой Вальту, Айгер решает стать лучшим блейдером и уезжает из дома.
Айгер прибывает в "Академию БейГома" - бей-клуб, сформированный Вальтом

## Не Аниме
Премьера английского дубляжа состоялась на канале Teletoon в Канаде 10 сентября 2016 года и на Disney XD 2 октября. Премьера дубляжа на 9Go! состоялась 5 декабря, на Disney XD в США — 19 декабря 2016 года. Версия с английскими субтитрами транлировалась на Daisuki в США с 27 декабря 2016 года до прекращения работы сайта в 2017 году, и на Pop Max в Великобритании 2017 году.
Русский дубляж транслировался на телеканале Карусель.

## Продукция
Hasbro и Sunrights запустили линию игрушек за пределами Японии. Toys R Us начали распространять игрушки в Канаде в сентябре 2016, а Hasbro начала распространять игрушки в Соединенных Штатах в январе 2017 года.